# Crampmoor
Crampmoor – wieś w Anglii, w hrabstwie Hampshire, w dystrykcie Winchester. Leży 10 km na południowy zachód od miasta Winchester i 109 km na południowy zachód od Londynu.